# Sylvain Distin
Sylvain Distin, född 16 december 1977 i Bagnolet, Frankrike, är en fransk fotbollsspelare. Han spelar som mittback eller vänsterback.
Distin började sin karriär i franska Joue-les-Tours och flyttade till Tours FC ett år senare. Han flyttade sedan till Gueugnon i Ligue 2, med vilka han vann Coupe de la Ligue år 2000. Hans framträdanden för Gueugnon fick storklubben PSG att värva honom, dock blev hans vistelse i klubben kortlivad; efter bara ett år flyttade Distin till engelska Newcastle United på lån. Newcastle önskade köpa Distin, men han valde att istället gå till Manchester City. Transfersumman var 4 miljoner pund, ett nytt klubbrekord för köp av en försvarare.
Distin lämnade Manchester City efter att hans kontrakt löpt ut den 22 maj 2007, och flyttade till Portsmouth en dag senare. Distin utsågs till vicekapten av Harry Redknapp och ledde Portsmouth då Sol Campbell var frånvarande på grund av skada. Den 17 maj 2008 vann han sin första stora trofé i England då han vann FA-cupen med Portsmouth.
Distin skrev den 28 augusti 2009 på ett kontrakt med Everton FC. Kontraktet löper över tre år.